# Sacavém
Sacavém era una freguesia portuguesa del municipio de Loures, distrito de Lisboa.
Sacavém es muy conocida por sus cerámicas.

## Geografía
Localizada en la parte oriental del municipio de Loures, Sacavém limita con las freguesias de Unhos (noroeste), Camarate (oeste), Prior Velho (suroeste), Portela (sur) y Moscavide (sureste). Se encuentra bañada por los ríos Tajo (al este) y Trancão, anteriormente llamado río de Sacavém (al norte, separa esta freguesia de la de Bobadela). 
Freguesia bastante urbanizada, se halla tradicionalmente dividida en Sacavém de Cima y Sacavém de Baixo, aunque recientemente han surgido nuevas urbanizaciones en la ciudad. Orográficamente, es un espacio poco accidentado (cuenta con sólo tres elevaciones: el Monte do Convento, el Monte de Sintra y el Monte do Mocho), variando su altitud entre los cero y los sesenta metros.
Antiguamente, la freguesia cubría un espacio mucho más vasto, habiendo perdido, a lo largo del tiempo, la jurisdicción sobre las freguesias vecinas de São João da Talha, Bobadela, Camarate, Prior Velho, Portela, Moscavide, y Santa Maria dos Olivais. Administrativamente, antes de ser integrada en el concejo de Loures, formó parte del término municipal de la ciudad de Lisboa, y después (1852-1886), del concejo dos Olivais.

## Demografía
Por su posición estratégica dentro del concejo de Loures y por su proximidad con la ciudad de Lisboa, Sacavém siempre dispuso de condiciones óptimas para el establecimiento de nuevos habitantes y para el consecuente crecimiento poblacional. 
Desde que se iniciaron los modernos censos, el número de habitantes de la población ha ido aumentando constantemente, salvo por pequeños decrecimientos puntuales causados por la separación de las freguesias de Moscavide, Portela y Prior Velho:
| Gráfica de evolución demográfica de Sacavém entre 1864 y 2011 |
|                                                               |
| Datos según el nomenclátor publicado por el INE portugués.    |

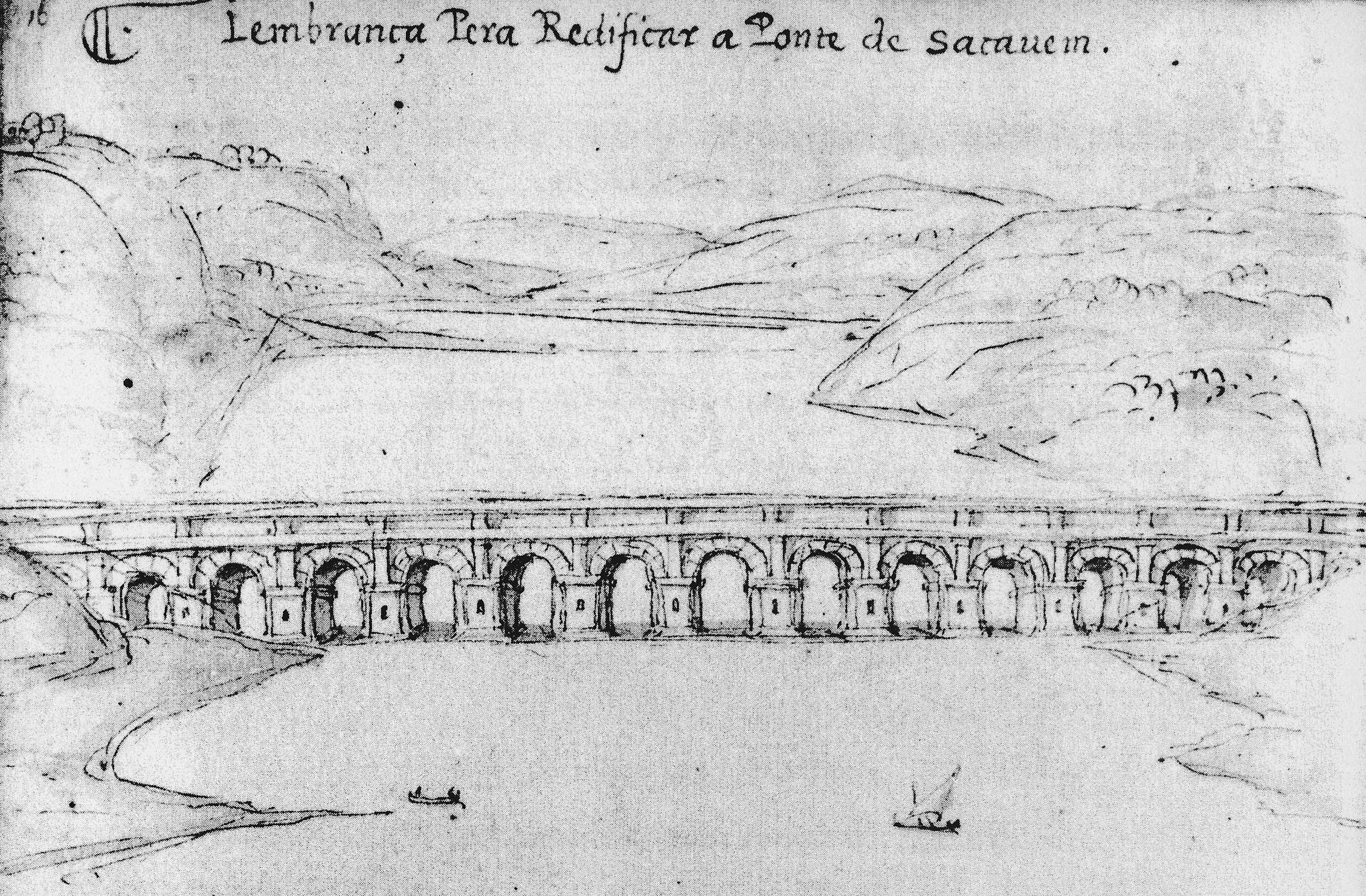
El puente de Sacavém, diseñado por Francisco de Holanda en el tercer cuatro del.

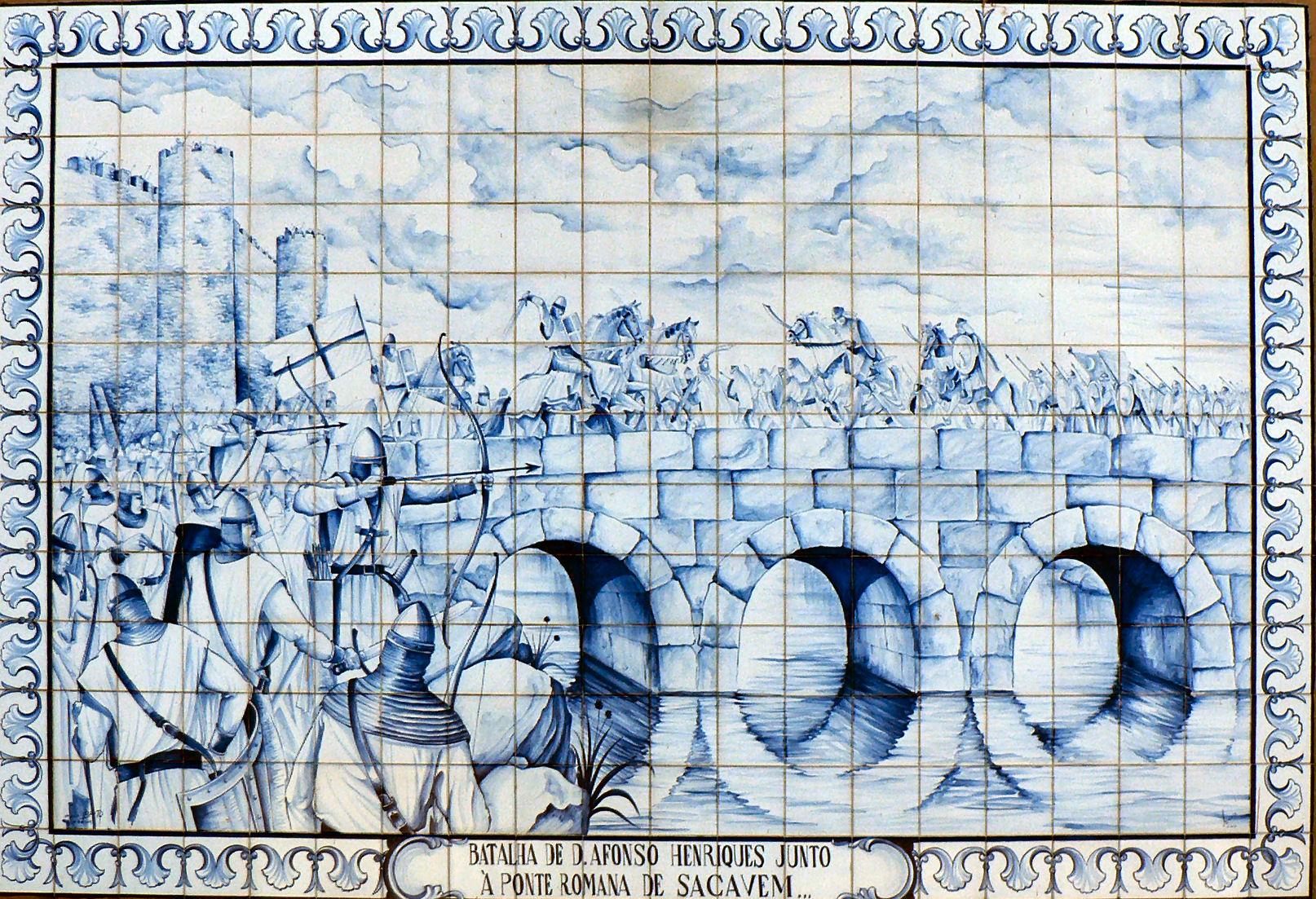
Batalla del Río de Sacavém entre las fuerzas de Afonso Henriques y los moros (1147).

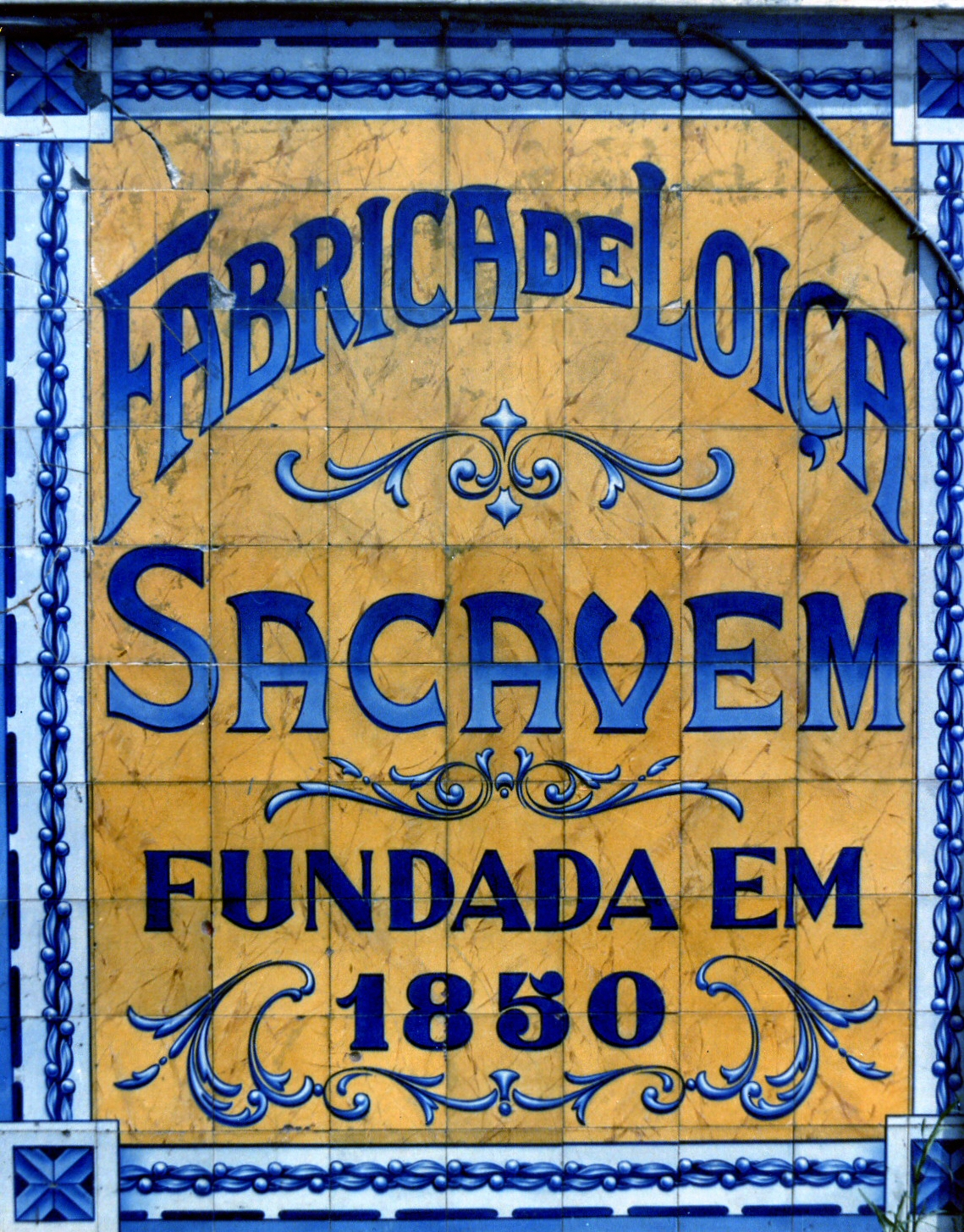
Azulejo situado en la entrada de la antigua fábrica de Loza de Sacavém, ex-líbris de la localidad.

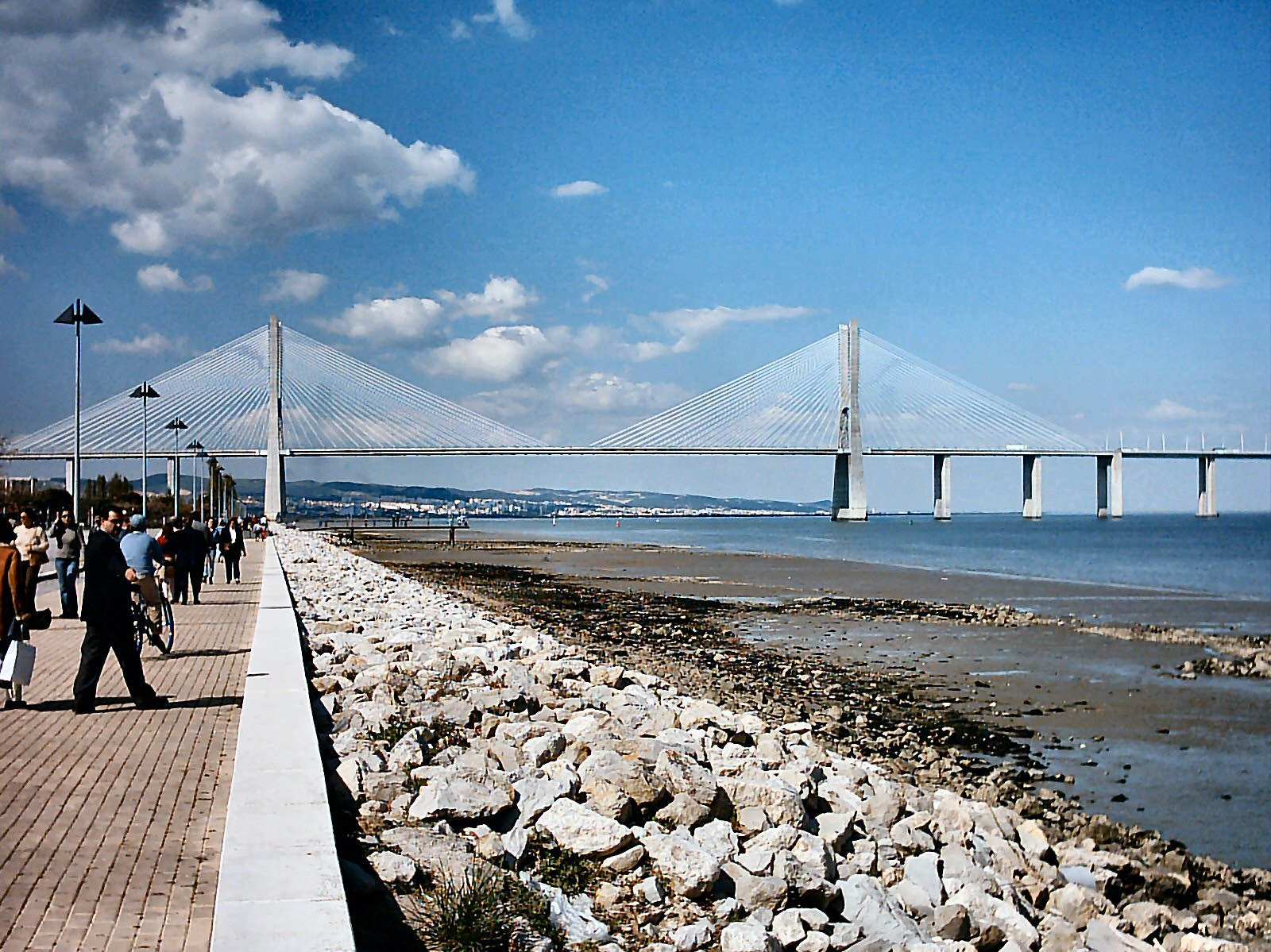
Puente Vasco da Gama.

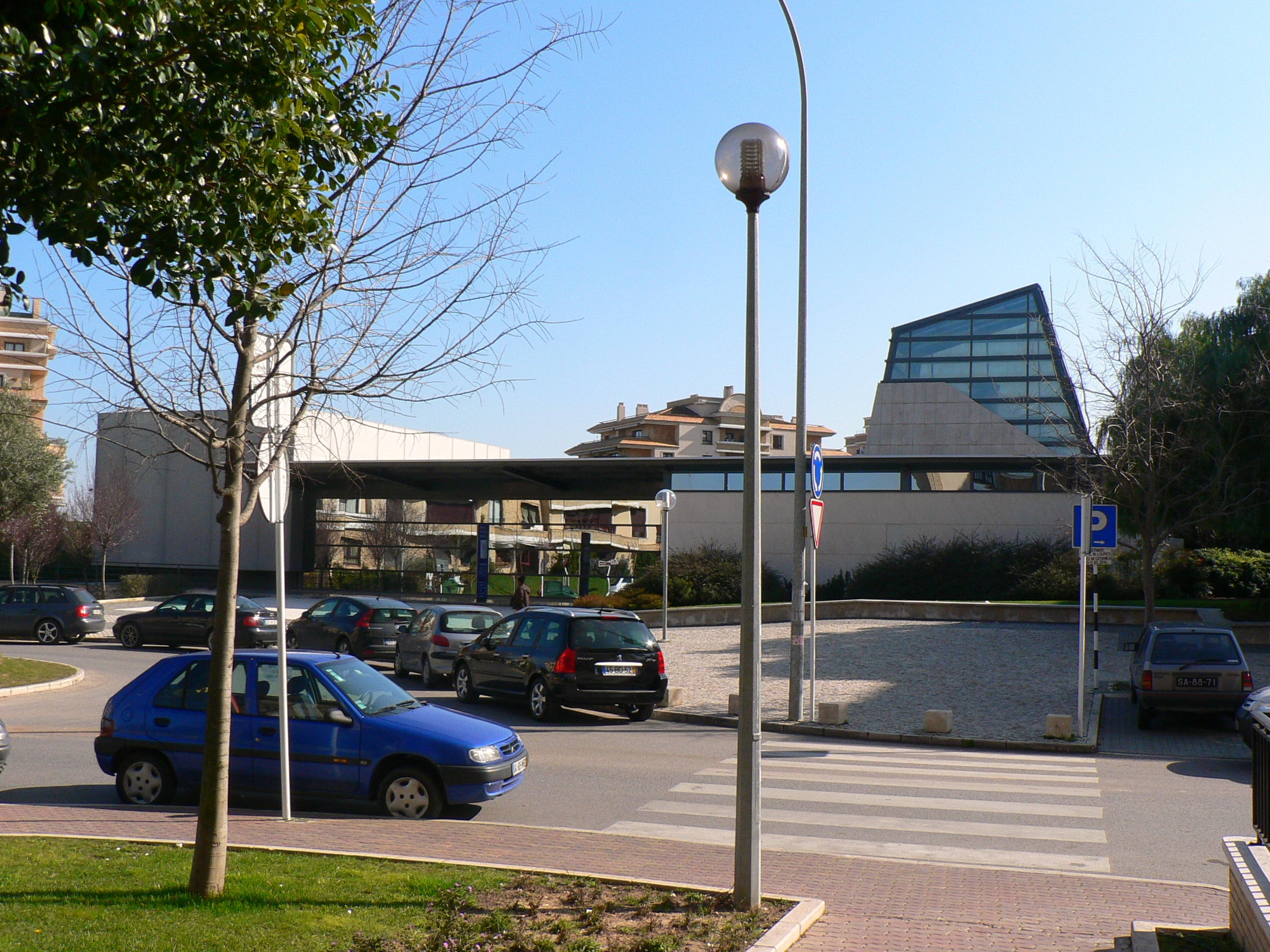
El Museo de la Cerámica de Sacavém.

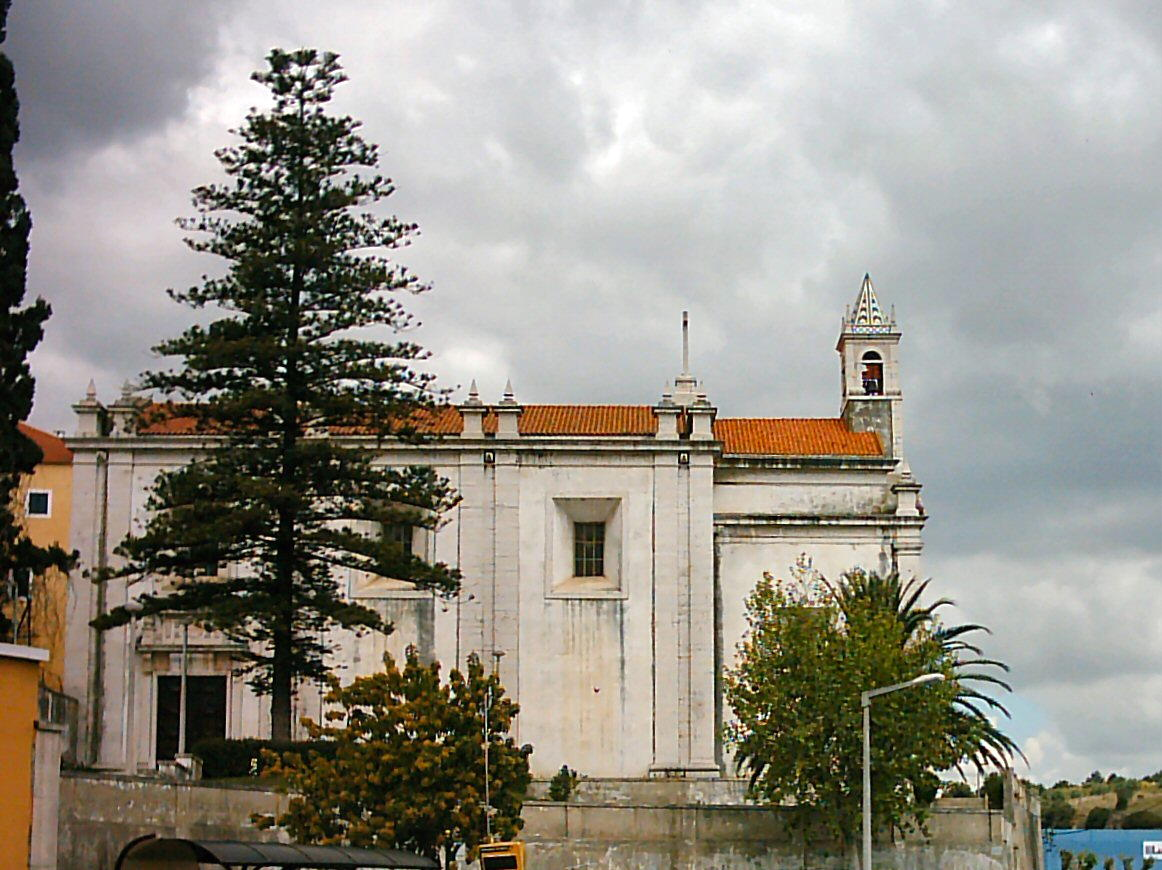
Iglesia de Nuestra Señora de la Purificación de Sacavém.

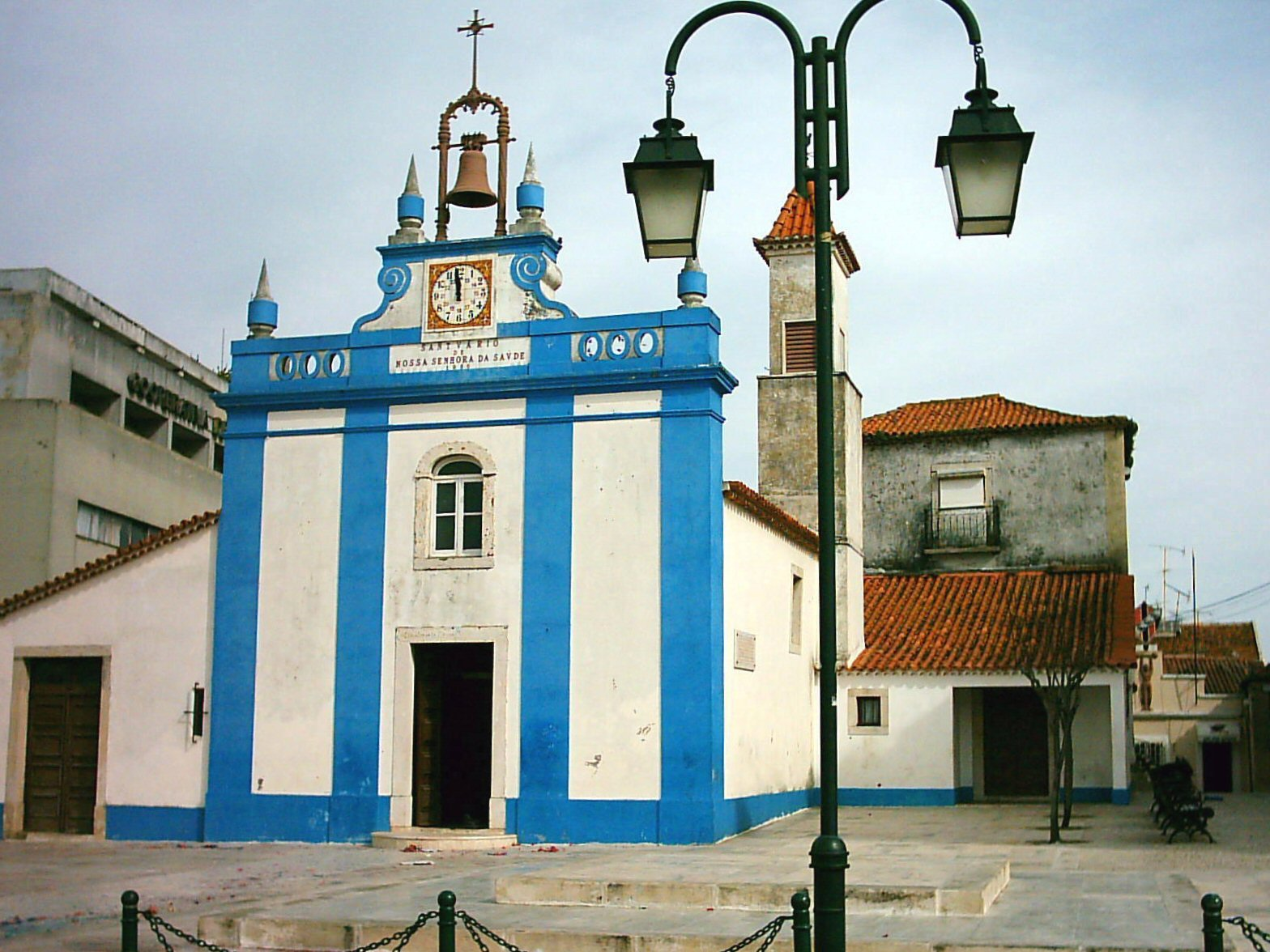
Capilla de Nuestra Señora de la Salud y San Andrés de Sacavém.

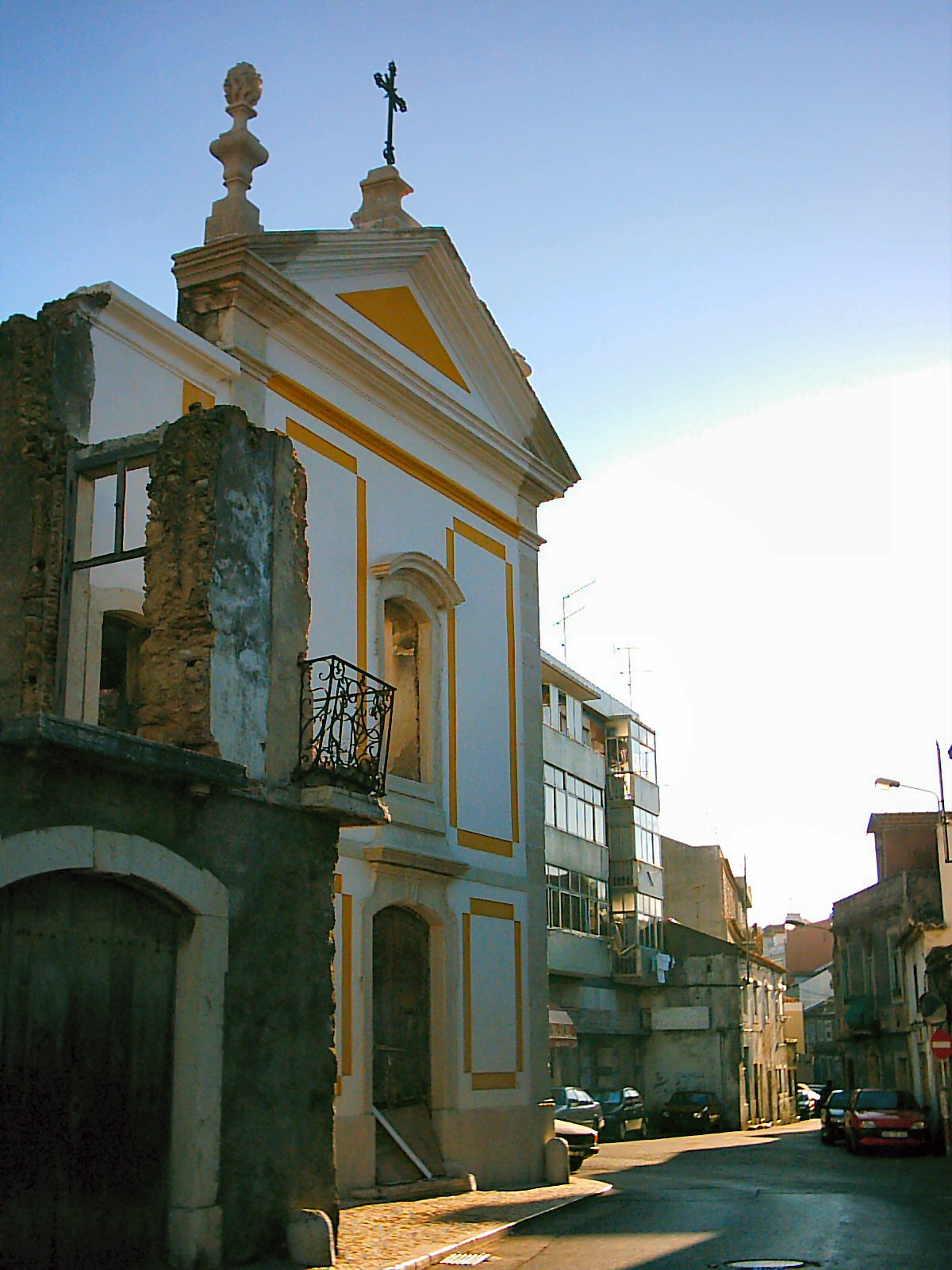
Iglesia de Nuestra Señora de la Victoria de Sacavém.

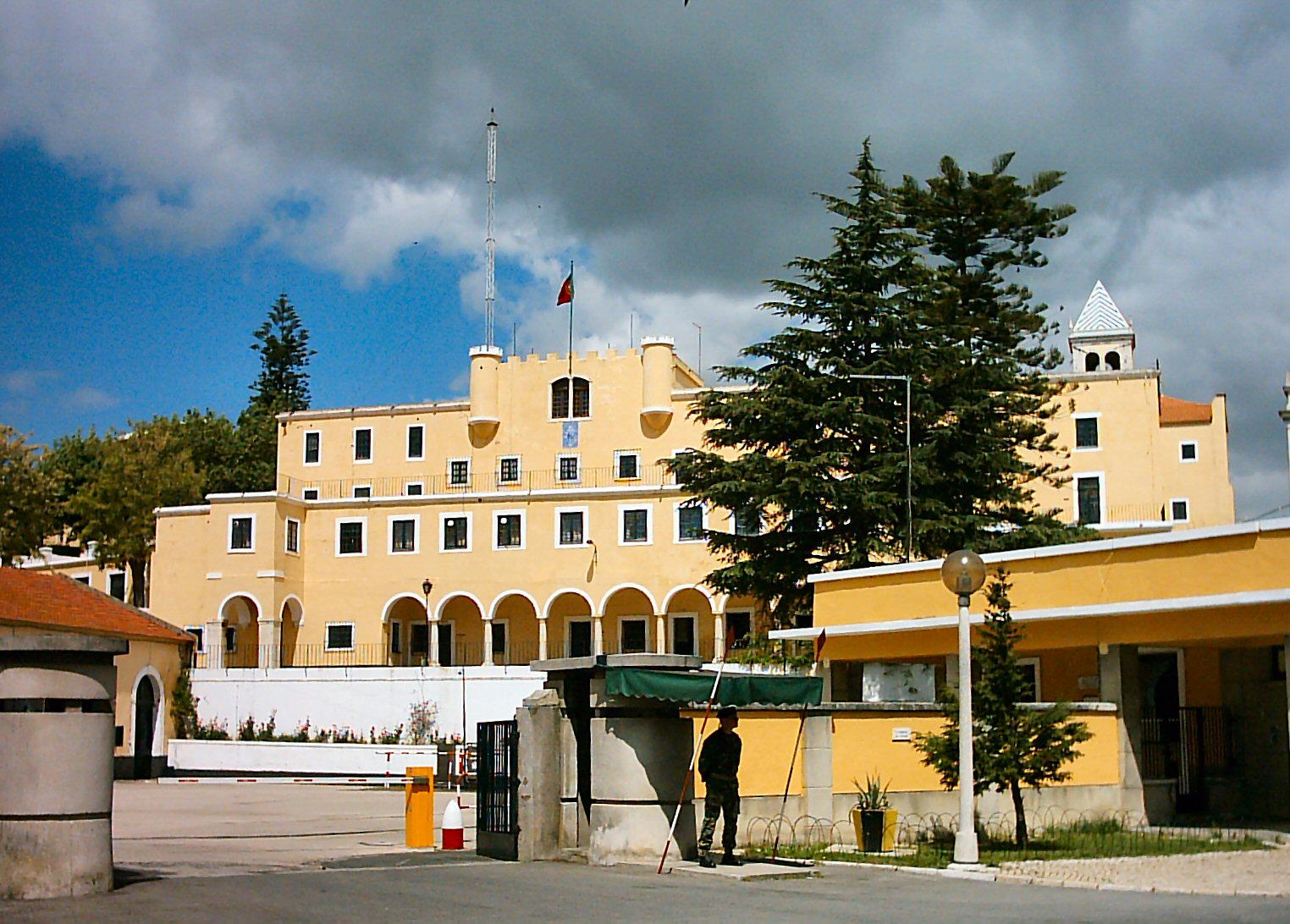
Convento de Nuestra Señora de los Mártires y de la Concepción de los Milagos de Sacavém.

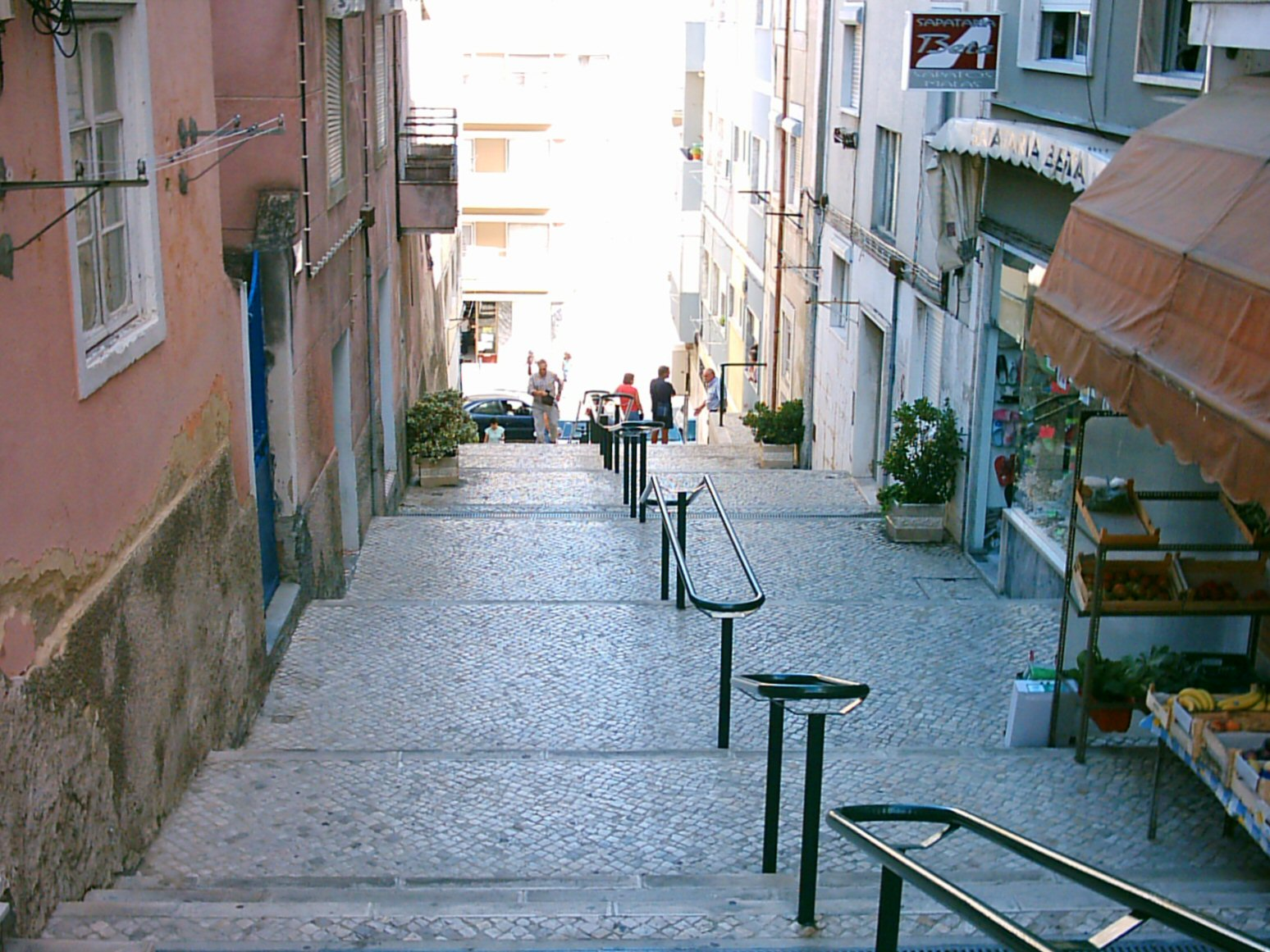
La ciudad vieja: escalinatas en las calles del centro urbano, que unen las dos mitades históricas de la población Sacavém de Cima y Sacavém de Baixo.

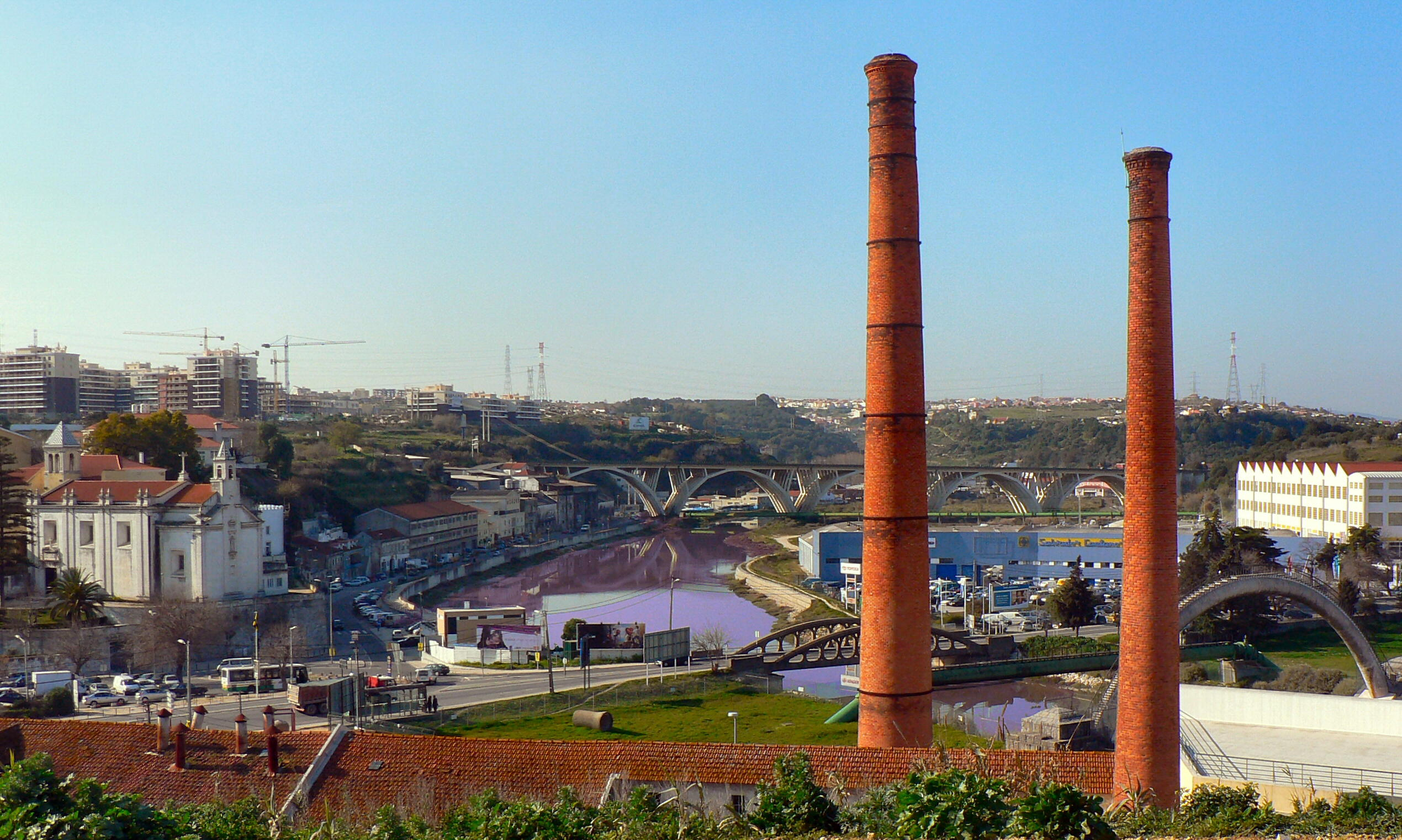
Vista parcial de la zona norte de Sacavém.

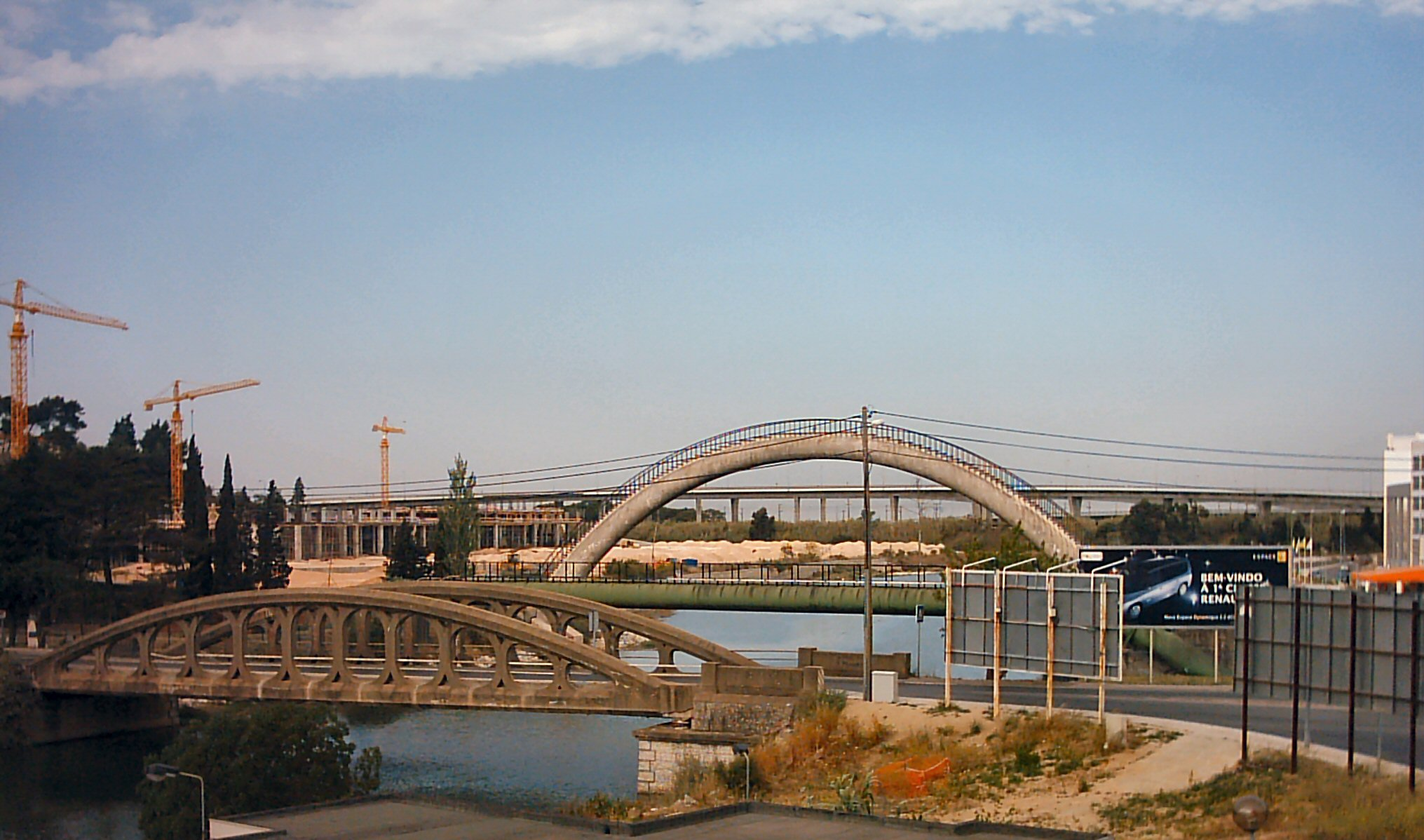
Puente de Sacavém sobre el Río Trancão, viéndose al fondo el sifón del Canal do Alviela.

Antes del siglo XIX existen algunas informaciones dispersas, pero como hasta entonces la práctica corriente era la contabilización del número de fuegos (y no de habitantes), lo único que se puede es deducir el número aproximado de habitantes.

## Historia
Situado en la encrucijada de los caminos que parten del norte y este con dirección a Lisboa, Sacavém ha estado presente en la Historia de Portugal en innumerables ocasiones. 
Es una población muy antigua, que ya existía en tiempos de los romanos, los cuales construyeron un puente de piedra que se mantuvo en pie hasta el siglo XVI (según el relato de Francisco de Holanda). De la época árabe quedó, aparentemente, el topónimo de la localidad, derivado de la palabra árabe (شقبان, Šaqabān); tras es cerco de Lisboa de 1147, tuvo lugar en esta población una batalla entre los cristianos y los moros. 
Durante la Edad Media, Sacavém era una tierra de realengo, en la cual se producían grandes cantidades de cereales y vino; No obstante, el territorio fue cedido por los monarcas en régimen de usufructo en varias ocasiones. De esta forma, el almirante Manuel Pessanha y la reina D. Leonor Teles, y más tarde el Condestable de Portugal Nuno Álvares Pereira disfrutaron de las rentas que generaba la población. Tras la muerte del condestable, la posesión pasó a su nieto, el Conde de Ourém, hijo del Duque de Braganza. Con la muerte de este último, sin dejar herederos, la población se integró en el extenso patrimonio de la Casa de Braganza, a la cual pertenecería hasta la caída de la monarquía (salvo durante el reinado de Juan II, que fue ejecutado y todos sus bienes fueron confiscados). 
Según algunas crónicas, la reina Felipa de Lancaster habría fallecido en esta localidad en 1415; el nombre de la población figura también en un documento datado en la Era de los Descubrimientos, – la Carta del Descubrimiento del Brasil (1500), por haber participado en la expedición de Pedro Álvares Cabral el recaudador de impuestos de Sacavém.
Al final del siglo XVI, el gobernador del reino, Miguel de Moura, ordenó la construcción del Convento de Nuestra Señora de los Mártires y de la Concepción de los Milagros (con la Iglesia de Nuestra Señora de la Purificación anexa), cumpliendo una promesa efectuada años antes. 
Durante una gran epidemia de peste negra, en 1599, se descubrió accidentalmente una antigua imagen de la Virgen María, la cual, por haber terminado presumiblemente con la peste, pasó a ser venerada como Nuestra Señora de la Salud. 
Severamente damnificada durante el Terremoto de Lisboa de 1755 (con la destrucción de la iglesia matriz y de los últimos vestigios del puente romano), Sacavém entró en declive durante cerca de un siglo, hasta alrededor de 1850, fecha en la que se inició la industrialización – donde hay que destacar la fundación de la Fábrica de Cerámica y el paso del ferrocarril por la localidad en 1856. Esta situación contribuyó para un aumento poblacional sustentado, hasta mediados de la década de los 70 del siglo XX. Esta conversión económica al sector terciario provocó la creación de muchas asociaciones (destacando la cooperativa «A Sacavenense».).
En Sacavém se estableció el cuartel general de las tropas responsables de la caída de la Primera República, y en ese mismo lugar se prepararon los contragolpes que quitaron del poder a Mendes Cabeçadas y Gomes da Costa, y llevaron al poder a Óscar Carmona.
El desarrollo de la población llevó a los responsables políticos a atribuirle el estatuto de villa; ese fue uno de los motivos por los que los sacavenenses descontentos, lucharon contra el régimen dictatorial surgido a partir de 1926, destacándose la célebre «greve dos rapazes» (huelga de los hombres) (1937) y la «marcha da fome» (marcha del hambre)(1944).
Tras la Revolución de los Claveles y la restauración del régimen democrático en 1974, en Sacavém tuvieron lugar importantes acontecimientos – especialmente el cerco del cuartel de los RALIS, que entonces se encontraba integrado en la freguesia (actualmente se encuentra en la de Portela). En 1983 cerró la fábrica de lozas. 
Al final de la década de los 80 del siglo XX, la freguesia ganó su actual configuración geográfica, con la separación de Portela y Prior Velho. 
El 4 de junio de 1997, Sacavém ve reconocido todo su valor potencia, siendo elevada a la condición de ciudad. Meses más tarde se inauguraba el Puente Vasco da Gama uniendo Sacavém a Montijo, que terminaría por convertirse en una obra de referencia en el paisaje urbano de la población.
En 2000 fue inaugurado el Museo de Cerámica de Sacavém, situado en los restos de la antigua fábrica.
Fue suprimida el 28 de enero de 2013, en aplicación de una resolución de la Asamblea de la República portuguesa promulgada el 16 de enero de 2013 al unirse con la freguesia de Prior Velho, formando la nueva freguesia de Sacavém e Prior Velho.

## Origen del nombre
Se cree que el origen del nombre de Sacavém está en la palabra árabe šâqabî, que significa «próximo» o «vecino» (probablemente de la ciudad de Lisboa, a través de una corruptela pasaría a llamarse Šaqaban; que terminaría siendo latinizado como Sacabis, cuya forma en acusativo sería Sacabem (relativamente similar al término usado por los moros) acabando por ser escrito como Sacavém. No obstante, existen otras teorías acerca del origen del topónimo, que pueden ser consultadas en el artículo Historia de Sacavém.

## Religión

### Patrón mayor
La ciudad tiene como patrona mayor a Nuestra Señora de la Candelaria (a quien está consagrada la Iglesia Matriz del mismo nombre en Sacavém de Baixo, junto al Río Trancão). Se trata, no obstante, de un patrón reciente, impuesto a la freguesia, cuando la iglesia del convento pasó a ser iglesia matriz, por concesión del Patriarca de Lisboa Manuel Bento Rodrigues, atendiendo a la petición hecha por la junta de parroquia de Sacavém). A lo largo de la Edad Media, a la patrona de la localidad se la definía simplemente como Santa María.

### Patrones menores
Una de las patronas menores, Nuestra Señora de la Salud (a la cual está consagrada, junto con San Andrés, el pequeño santuario de Nuestra Señora de la Salud y San Andrés, en el centro histórico de Sacavém de Cima), siendo realmente la que disfruta de mayor veneración popular, celerándose fiestas en su honor durante el primer domingo de septiembre. 
El culto a Nuestra Señora de la Salud se debe que supuestamente sofocó un foco de peste negra en 1599 tras el descubrimiento de la imagen que actualmente se guarda en el altar mayor de la capilla. El culto a San Andrés, parece estar asociado al hecho de que, desde la Edad Media, había al lado de la capilla una fábrica de botellas cuyo protector sería precisamente ese santo. 

### Patrones anteriores
En la antigüedad en esta freguesia se rendía culto a los siguientes patrones: 
- Nossa Senhora dos Prazeres, que se rendía culto en una pequeña capilla que se cree que existía ya en tiempos de los Visigodos manteniéndose durante la dominación musulmana, en el lugar en el que actualmente se yergue la actual iglesia de Nuestra Señora de la Victoria.

- Nossa Senhora da Vitória, a la que se rendía culto en la Iglesia de Nossa Senhora da Vitória de Sacavém, actualmente en ruinas, desde la Edad Media; de 1755 a 1863 era la Iglesia Matriz hasta que pasó a ser sustituida por la Iglesia Conventual en ese estatuto. Esta advocación mariana sustituiría al culto a Nuestra Señora dos Prazeres.

- Nossa Senhora dos Mártires, que se rendía culto en una ermita que existió en el lugar en el que actualmente se encuentra el convento, cuya fundación se atribuye a Alfonso I de Portugal, tras la conquista de la zona a los moros en 1147. En 1577 fue demolida para poder construirse el convento actual.

- San Francisco, en una capilla que existía en el Largo da Saúde, construida en 1766, y demolida en 1876, por encontrarse en estado de ruina.

Aparte de estos patronos, en Sacavém existían otras capillas que pertenecían a particulares y estaban dedicadas a San Antonio, Nuestra Señora de la Piedad, San Roque, al Espíritu Santo, San Sebastián y San José entre otros.

### Administración eclesiástica
Desde el punto de vista de la titularidad eclesiástica, el párroco de Sacavém posee la dignidad de Prior, habiendo sido en el pasado la parroquia de Sacavém una colegiata. Por este motivo, la freguesia de Prior Velho posee este nombre, ya que en una de las quintas de la zona habitó uno de los priores de Sacavém. Durante mucho tiempo, el prior de Sacavém fue simultáneamente párroco de las poblaciones vecinas (aunque civilmente eran freguesias autónomas); A partir del siglo XX estas freguesias fueron obteniendo párrocos propios. 
La parroquia de Nossa Senhora da Purificação de Sacavém pertenece, desde la reforma promovida por el Cardenal-Patriarca D. José Policarpo el 11 de junio de 2006, a la Vicaría de Lisboa II, la cual incluyó las demás parroquias de la zona oriental del concejo de Loures además de varias otras de la zona norte y centro de Lisboa (Nossa Senhora do Carmo da Alta do Lumiar, Nossa Senhora da Encarnação da Ameixoeira, Nossa Senhora da Encarnação da Apelação, São Bartolomeu do Beato, Nossa Senhora dos Remédios da Bobadela, Santiago Maior de Camarate, São Bartolomeu da Charneca, São Félix de Chelas, São João Baptista do Lumiar, Santo Agostinho de Marvila, Santo António de Moscavide, Santa Maria dos Olivais, Nossa Senhora da Conceição dos Olivais-Sul, Nossa Senhora dos Navegantes do Parque das Nações, Cristo-Rei da Portela de Sacavém, São Pedro do Prior Velho, Nossa Senhora da Purificação de Sacavém, Santa Beatriz da Silva, Santa Iria de Azóia, Santo Eugénio da Encarnação, São João da Talha, Nossa Senhora da Porta do Céu de Telheiras, São Silvestre de Unhos y São Maximiliano Kolbe do Vale de Chelas). Hasta aquel día, formaba parte de la Vicaría de Sacavém, que estaba integrada por las parroquias de Apelação, Bobadela, Camarate, Prior Velho, Sacavém, São João da Talha, Santa Iria de Azóia y Unhos, siendo la de Sacavém la parroquia sede del vicario. 
En la organización administrativa de la Iglesia católica, la Vicaría II de Lisboa se inscribe a su vez en el marco de la Arquidiócesis/Patriarcado de Lisboa.

### hermandades, cofradías e institutos de vida religiosa
En Sacavém sigue existiendo la Confraria do Santíssimo Sacramento y la Irmandade de Nossa Senhora da Saúde, siendo esta última de particular importancia en el marco de la devoción popular a la Virgen de la Salud. 
Además de eso, Sacavém acoge en su territorio el Centro Social de Nossa Senhora das Graças, tutelado por las Hermanas Franciscanas Misioneras de Nuestra Señora, con sede en la Quinta de São João das Areias, justo en la frontera con Camarate. 

## Actividades económicas
Hasta el siglo XX, la principal actividad económica del territorio sacavenense era la agricultura. La industrialización comenzó a partir de la segunda mitad de ese siglo, destacando el impulso que dio la creación de la fábrica de lozas. A partir de la segunda mitad del siglo XX, con el declive de la actividad industrial en la región, el sector terciaron fue ganando importancia, existiendo muchas tiendas dedicadas al pequeño comercio y en menor escala, a los servicios. No obstante, aún subsisten algunas industrias (como la fábrica de tintas y productos de limpieza) y algunas huertas.

## Ferias, mercados, y otras festividades
En el pasado Sacavém poseía tres ferias anuales: la primera en el domingo del Espíritu Santo, la segunda el 14 de agosto y la tercera el 14 de septiembre. Cada una duraba 3 días. La feria del Espíritu Santo llegó a ser una de las más concurridas del Distrito de Lisboa, celebrándose durante el primer domingo de septiembre, para hacerla coincidir con las celebraciones en honor a Nuestra Señora de la Salud. 
En Sacavém se celebraba a su vez un importante mercado de ganado durante el tercer domingo de cada mes. El primer mercado se celebró en 1887. Este mercado se llevaba a cabo en terrenos de São Bartolomeu da Charneca; hasta que esta freguesias pasó a incorporarse al concejo de Lisboa. Debido a que en la capital portuguesa estaban prohibidos los mercados de ganados, el último presidente del concejo de los Olivais decidió transferir ese mercado al lugar más próximo fuera del concejo capitalino, siendo Sacavém el lugar elegido. 
Actualmente, en Sacavém se lleva a cabo el Mercado de Levante todas los martes, viernes y sábados por la mañana. Este mercado tiene lugar sobre uno de los viaductos de acceso al Puente Vasco da Gama, en un terreno asfaltado.

## Comunicaciones y transportes
Desde el punto de vista de las comunicaciones, Sacavém es atravesada por una importante red viaria, destacando las vías IC2 (Itinerario Complementario 2, que une Sacavém y Santa Iría de Azóia), el IC17 (Itinerario Complementario 17, también conocido como Cintura Rodoviária Interna de Lisboa, el cual crea la unión – aún incompleta por la ausencia del tramo Buraca/Pontinha – entre Sacavém y Algés), la A1 (Auto-Estrada do Norte, que liga Lisboa y Oporto), la EN10 (Variante a la Estrada Nacional 10, que liga Sacavém a Vila Franca de Xira), la EN250 (Estrada Nacional 250, que liga Sacavém a la sede del concejo, Loures), así como otros accesos al Puente Vasco da Gama. Hasta 1998, Sacavém poseía una conexión directa con la Segunda Circular de Lisboa, perdida por causa de las obras de construcción de tramos de la CRIL y por las conexiones con el Puente Vasco da Gama.
En cuanto a los medios de transporte, en Sacavém prestan sus servicios los trenes de CP - Comboios de Portugal, a través de una estación integrada en la línea de Azambuja (primer tramo de la Línea del Norte, que liga Oporto y Lisboa, cuya inauguración del tramo inicial se remonta a 1856); Además existe una densa red de transportes públicos colectivos, servidos por la empresa Rodoviária de Lisboa, que unen la ciudad con la capital así como con otras freguesias como Alverca do Ribatejo, Apelação, Bobadela, Camarate, Catujal, Charneca, Frielas, Loures, Moscavide, Pirescoxe, Portela de Sacavém, Póvoa de Santa Iria, Prior Velho, Santa Iría de Azóia, São João da Talha, Unhos y Via Rara.
En la actualidad se baraja la posibilidad de que la empresa de tranvías de Lisboa, Carris, amplíe sus líneas desde las actuales cabeceras de Moscavide y Portela hasta Sacavém, para facilitar el acceso al centro de la capital. También está prevista la inauguración de la ampliación de la línea roja del Metro de Lisboa (cuya estación terminal es la Estación de Oriente) hacia Moscavide, Portela y Sacavém, aunque todavía no han comenzado las obras. El Aeropuerto de Portela se encuentra a un kilómetro de la freguesia.

## Patrimonio
Actualmente, ninguno de los elementos que conforman el patrimonio histórico de Sacavém está protegido; en algunos casos se están llevando a cabo estudios mientras que en otros aún no se han iniciado los trámites para su protección. 
|  | Designación                                                                         | Categoría              | Tipología         | Grado          | Año |
|  | ----------------------------------------------------------------------------------- | ---------------------- | ----------------- | -------------- | --- |
|  | Capilla (o Santuario) de Nossa Senhora da Saúde e de Santo André                    | Arquitectura religiosa | Capilla (iglesia) | En estudio     | –   |
|  | Convento de Nossa Senhora dos Mártires e da Conceição dos Milagres                  | Arquitectura religiosa | Convento          | En estudio     | –   |
|  | pabellón en el jardín de la Praça da República                                      | Arquitectura civil     | pabellón          | Sin clasificar | –   |
|  | Igreja de Nossa Senhora da Purificação (Matriz)                                     | Arquitectura religiosa | Iglesia           | En estudio     | –   |
|  | Igreja de Nossa Senhora da Vitória (ruinas)                                         | Arquitectura religiosa | Iglesia (Capilla) | En estudio     | –   |
|  | Lápida en la Calle Almirante Reis, con la inscripción epigráfica: † IĤS AVANTE 1652 | Arqueología            | Lápida            | Sin clasificar | –   |
|  | Puente de Sacavém                                                                   | Arquitectura civil     | Puente            | Sin clasificar | –   |
|  | Puente Vasco da Gama                                                                | Arquitectura civil     | Puente            | Sin clasificar | –   |
|  | Quinta de São José                                                                  | Arquitectura civil     | Quinta            | Sin clasificar | –   |
|  | Quinta de São Luís e São José                                                       | Arquitectura civil     | Quinta            | Sin clasificar | –   |
|  | Quinta do Mercador                                                                  | Arquitectura civil     | Quinta            | ?              | –   |
|  | Quinta do Olival da Vitória o Palacete Braamcamp (ruinas)                           | Arquitectura civil     | Palacio           | En estudio     | –   |
|  | Reducto del Monte Sintra / Fuerte de Sacavém                                        | Arquitectura militar   | Fuerte            | Sin clasificar | –   |
|  | Sifón del Canal de Alviela                                                          | Arquitectura civil     | Acueducto         | ?              | –   |

## Freguesiashermanadas
El hermanamiento de freguesias es un acuerdo similar al Hermanamiento de ciudades que efectúan las freguesias portuguesas entre ellas. Actualmente, Sacavém está hermanado con: 
| - Loriga, Concejo de Seia 1996 - Corte do Pinto, Concejo de Mértola 2004 |

## Museos

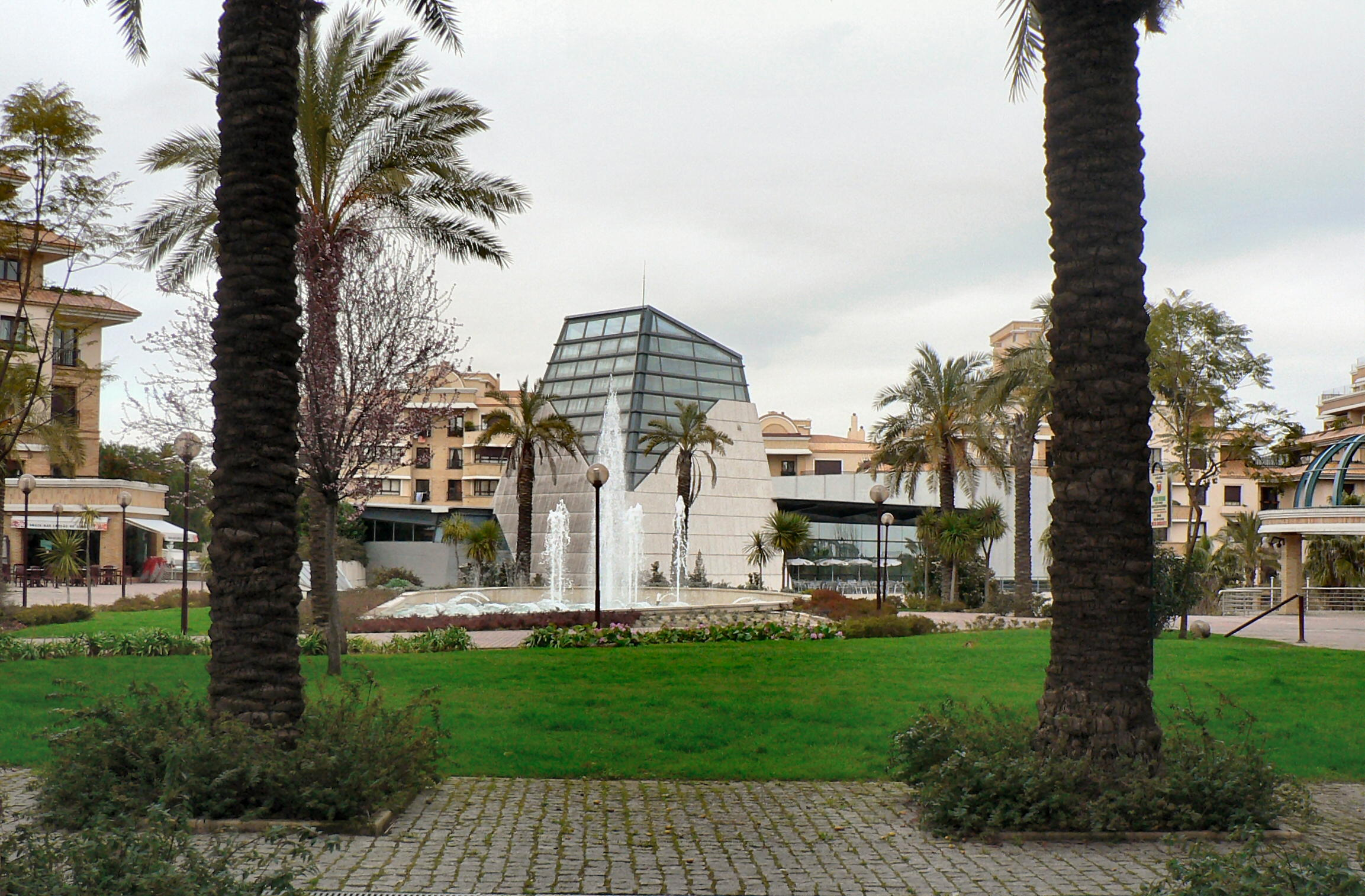
Museo de Cerámica de Sacavém.

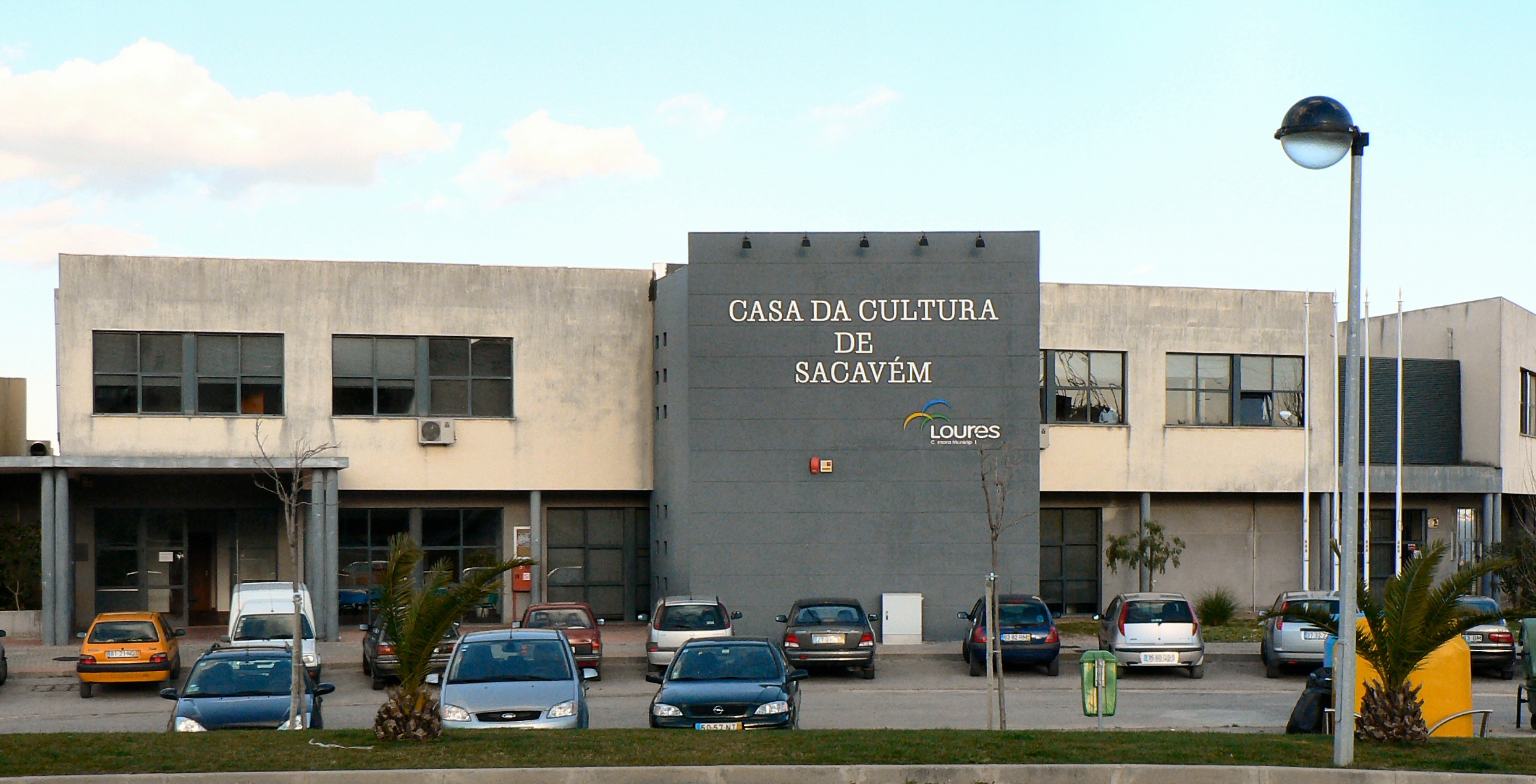
Casa de la Cultura de Sacavém.

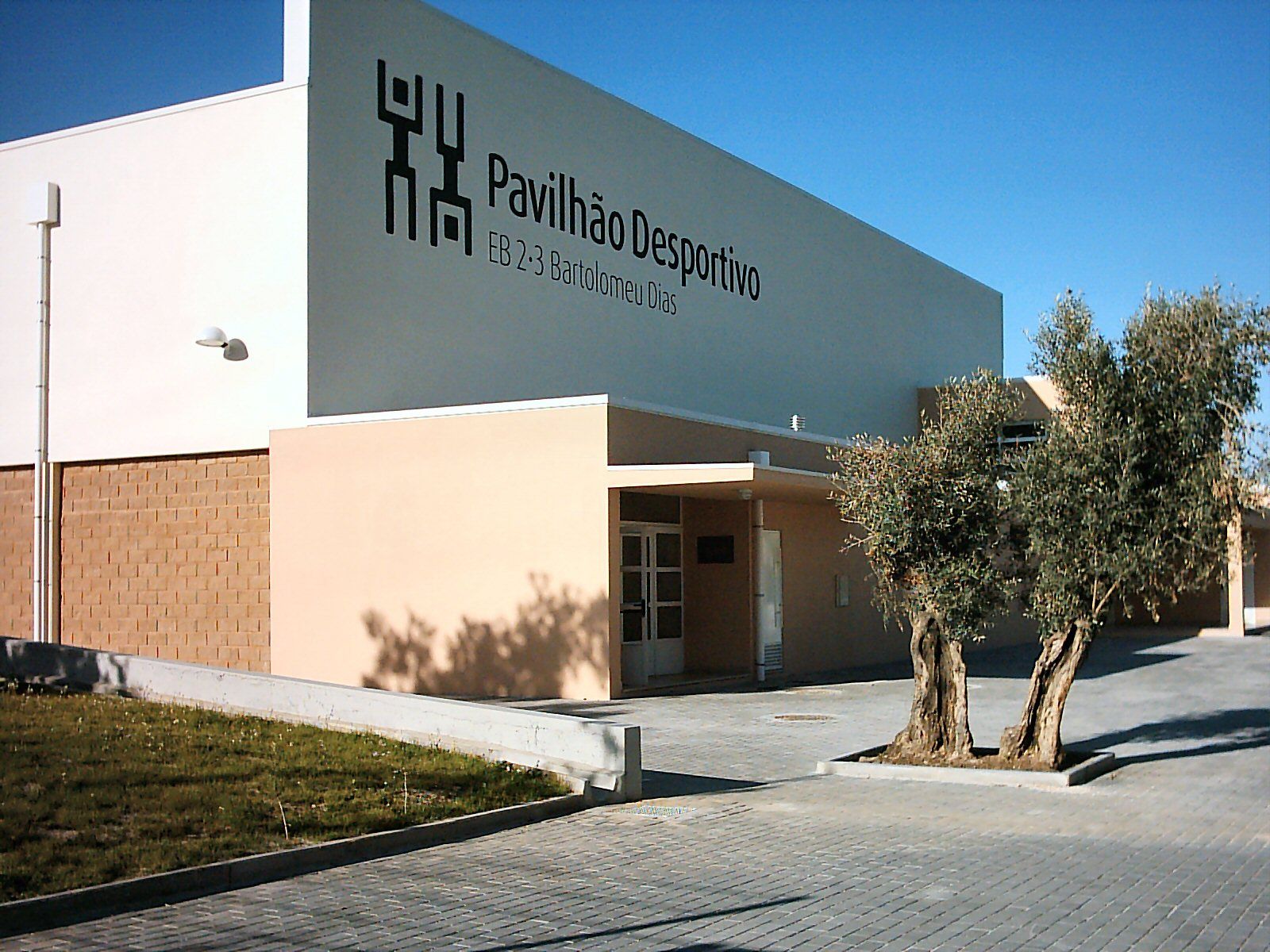
Pabellón de la escuela de los 2.º y 3.º Ciclos do Ensino Básico Bartolomeu Dias, en Sacavém.

En la actualidad funcionan en Sacavém dos importantes espacios culturales, los cuales conmemoran la antigua producción cerámica de la localidad: 
- el Museo de Cerámica de Sacavém, en el lugar donde antes se encontraba la Fábrica de Lozas;
- la Casa - Museo José Pedro (un afamado operario ceramista de la ciudad).